# Volo Air India 182
Il volo Air India 182 era un volo la cui partenza era programmata dall'aeroporto Internazionale di Montréal-Mirabel, in Canada, con arrivo all'aeroporto Internazionale Indira Gandhi, in India; era previsto uno scalo intermedio presso l'aeroporto di Londra-Heathrow. L'attentato al volo Air India 182 è il peggior attacco terroristico nella storia canadese ed è stato l'atto di terrorismo aereo più mortale al mondo fino agli attacchi dell'11 settembre 2001
La mattina del 23 giugno 1985, alle 07:14 GMT, il Boeing 747 che lo operava precipitò nell'oceano Atlantico a seguito di un'esplosione causata da un ordigno presente a bordo, ad un'altitudine di 9400 m, mentre transitava nello spazio aereo irlandese. Complessivamente persero la vita 329 persone, delle quali 280 di nazionalità canadese di origine indiana. La bomba venne collocata sull'aereo da estremisti Sikh appartenenti al gruppo dei Babbar Khalsa in risposta all'Operazione Blue Star, ordinata nel 1984 dal primo ministro indiano Indira Gandhi.
Le successive indagini e procedimenti giudiziari durarono quasi vent'anni. Questo è stato il processo più costoso della storia canadese, costando quasi 130 milioni di dollari canadesi.

## Antefatti
Durante gli anni '70 molti sikh emigrarono nel Canada occidentale. Questi includevano uomini che in seguito divennero leader e membri del Babbar Khalsa. Negli anni '80, l'area intorno a Vancouver, Columbia Britannica, era diventata il più grande centro di popolazione Sikh al di fuori dell'India.

### I preparativi
Parmar ha visitato Inderjit Singh Reyat, un meccanico ed elettricista che viveva a Duncan, Columbia Britannica, una piccola comunità a nord di Victoria, Isola di Vancouver. Gli ha chiesto di costruire una bomba; Reyat in seguito affermò di non avere idea di cosa sarebbe stato utilizzato. Reyat ha chiesto a varie persone nella comunità della dinamite, dicendo che voleva rimuovere i ceppi degli alberi nella sua proprietà. Reyat ha anche discusso di esplosivi con un collega, esprimendo rabbia nei confronti del governo indiano e di Indira Gandhi in particolare.
Nello stesso anno, Ajaib Singh Bagri accompagnò Parmar come suo braccio destro nella militanza contro il governo indiano. Bagri lavorava come conducente di carrelli elevatori in una segheria vicino alla città di Kamloops. Era conosciuto come un potente predicatore nella comunità indo-canadese. La coppia viaggiò attraverso il Canada per incitare i sikh contro il governo indiano per aver condotto l'operazione Blue Star. Hanno utilizzato gli incontri come raccolta fondi per Babbar Khalsa.

## L'incidente

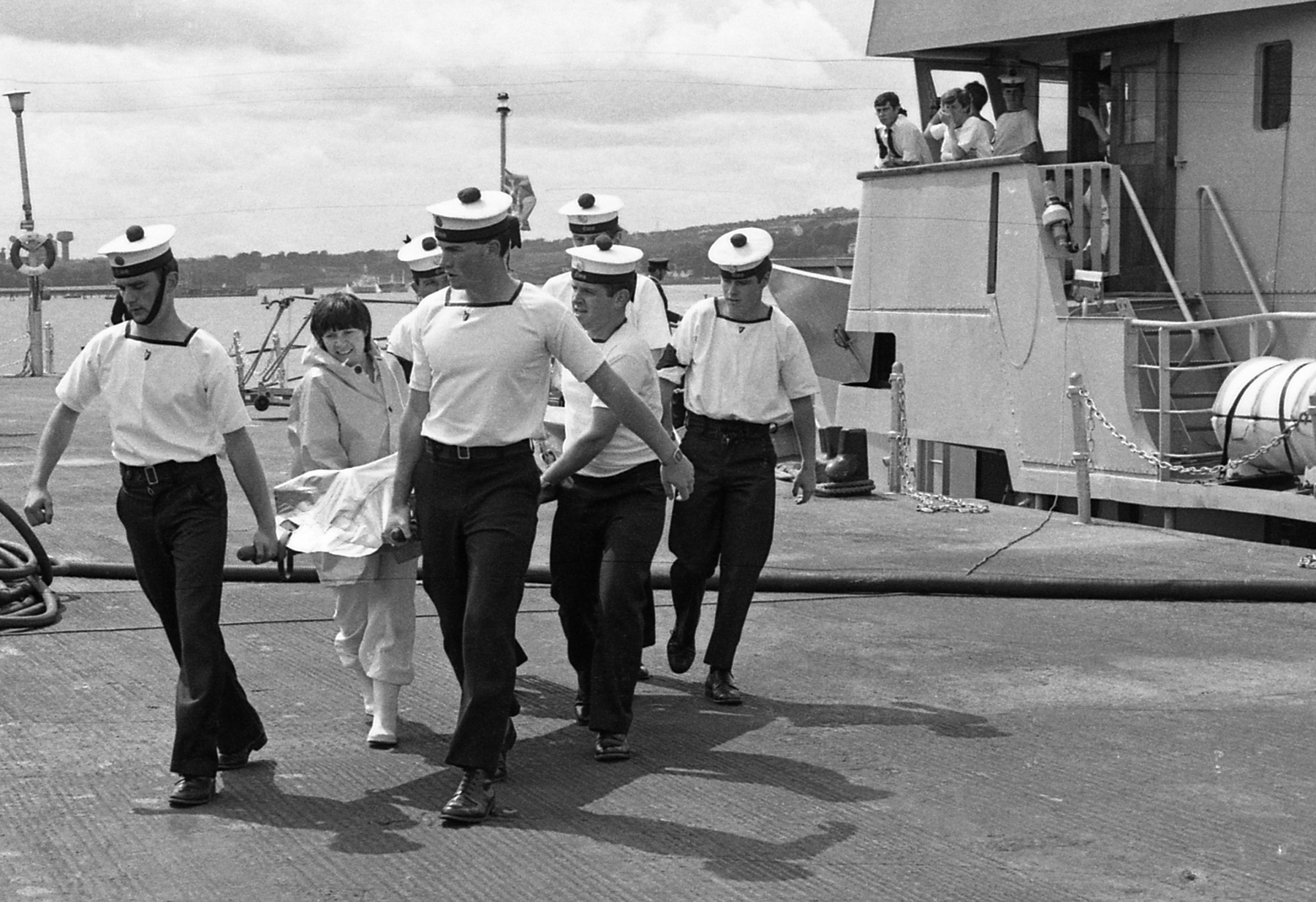
Il servizio navale irlandese recupera i corpi dal disastro del volo Air India 182

Il volo stava procedendo regolarmente quando alle 07:14:01 GMT l'ATC perse il contatto con l'aeroplano; in precedenza, nessun segnale di mayday era stato ricevuto. Gli operatori tentarono un contatto visivo grazie ai velivoli transitanti e adiacenti alla linea del Boeing 747, ma senza risultato e, alle 7:30 GMT dichiararono lo stato di emergenza. Alle 9:13 una nave cargo assieme alla nave Aisling del Servizio navale irlandese giunsero sul luogo dello schianto, ritrovando sia resti dell'aereo che i corpi ancora galleggianti, di cui solo 131 successivamente recuperati. 55 minuti dopo la perdita del segnale, un'altra bomba esplose presso l'aeroporto di Tokyo-Narita, uccidendo due addetti al controllo bagagli e ferendone altri quattro.
La bomba era situata all'interno di una radio Sanyo  mod. FMT 611 K. collegata ad un orologio Micronta usato come timer, e a una batteria da 12 volt della Eveready che si collegava all'innesco di polvere da sparo, forse esplosivo al plastico.
La bomba venne messa in una valigia e caricata in un bagaglio appartenente a M. Singh, un terrorista, presso l'aeroporto Internazionale di Toronto-Pearson sul volo Canadian Pacific Airlines 60. Il terrorista però non si imbarcò mai sul volo, mentre la valigia fu recapitata a Montréal e trasferita sul volo 182. Questo partì con quasi un'ora e mezza di ritardo: se non fosse stato per questo disguido, probabilmente l'ordigno sarebbe esploso a terra a Londra. Il terrorista era presente nella lista d'imbarco del 19 maggio 1985, ma non venne imbarcato dalla compagnia per cause di overbooking.

## L'aereo

I rottami del VT-EFO, utilizzati per ricostruire l'intero aereo, dopo il bombardamento.

L'aereo coinvolto nell'incidente era un Boeing 747-200, registrato VT-EFO e soprannominato Imperatore Kanishka. Il velivolo era stato consegnato a Air India nel giugno del 1978.

## Vittime
Le vittime includevano 268 canadesi, 27 britannici, 22 indiani e 12 persone di nazionalità indeterminata. I canadesi di origine indiana costituivano la maggior parte dei passeggeri.
Tra gli 82 e gli 86 passeggeri erano bambini, tra cui sei neonati. A bordo dell'aereo c'erano 29 famiglie intere. Due bambini non a bordo avevano entrambi i genitori, risultando così orfani. C'erano sei gruppi di bambini con tutte le loro famiglie. C'erano 32 persone non a bordo dell'aereo che avevano a bordo i restanti membri delle loro famiglie.
La maggior parte delle vittime risiedeva nell'Ontario Meridionale ed erano indù. Alcune delle vittime erano sikh; circa 35 passeggeri erano sikh della Grande Montreal. In termini di aree metropolitane, la Greater Toronto Area è stata la sede della maggior parte dei passeggeri, seguita anche dalla Greater Montreal con il maggior numero di passeggeri. Alcuni passeggeri provenivano dalla Columbia Britannica. Quarantacinque passeggeri erano dipendenti di Air India o parenti di dipendenti di Air India.

## Le indagini
Nel giro di poche ore, la comunità indiana canadese è stata al centro dell'attenzione come vittima e tra i suggerimenti che i funzionari stavano indagando sui collegamenti con i separatisti sikh che avevano minacciato e commesso atti di violenza come ritorsione contro gli indù.
Nelle successive indagini mondiali durate sei anni, furono scoperti molti fili del complotto. Sulla base del recupero dei relitti e dei corpi dalla superficie, si è deciso di recuperare i relitti e i registratori dal fondo del mare. Il fatto che i registratori vocali e di volo fossero stati disattivati nello stesso momento e che i danni alle parti recuperate dalla stiva di carico di prua fossero compatibili con un'esplosione, hanno stabilito che probabilmente è stata una bomba vicino alla stiva di carico di prua a far precipitare l'aereo all'improvviso. Il volo fu presto collegato anche al precedente bombardamento in Giappone, anch'esso partito da Vancouver; i biglietti per entrambi i voli erano stati acquistati dalla stessa persona e in entrambi i casi gli aerei trasportavano bagagli senza il passeggero che li aveva registrati.

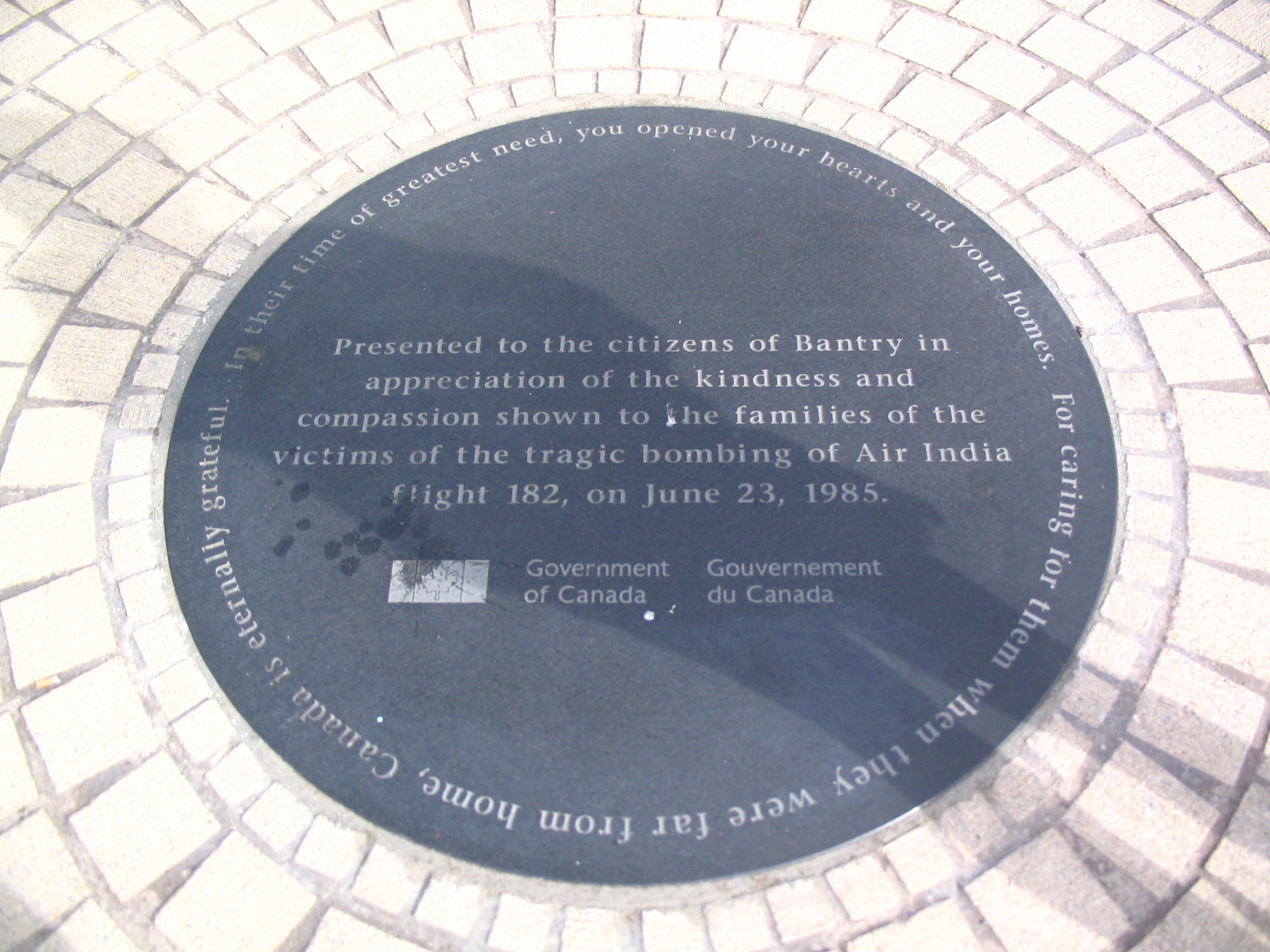
Una targa commemorativa donata ai cittadini di Bantry, Irlanda, dal Governo del Canada per la gentilezza e la compassione dei residenti verso le famiglie delle vittime del volo Air India 182.

Uno dei problemi che secondo gli investigatori potrebbe essere stato la ragione del presunto incidente era che l'aereo trasportava un motore di riserva. Pertanto, ci sarebbe stato più peso da un lato. Questo motivo è stato escluso poiché i registratori di volo trasmettevano informazioni sulla posizione del timone che aiuta nel trasporto di un quinto motore. Il trasporto di un quinto motore ha aiutato le compagnie aeree a riportare indietro i motori rotti per la manutenzione.
Nessuna parte della bomba è stata recuperata dall'oceano, ma le indagini sull'esplosione di Tokyo hanno stabilito che la bomba era stata collocata in un sintonizzatore stereo Sanyo di una serie che era stata spedita a Vancouver in Canada. L'RCMP ha incaricato non meno di 135 agenti di controllare ogni negozio che avrebbe potuto vendere sintonizzatori Sanyo, portando alla scoperta di una recente vendita al meccanico Inderjit Singh Reyat nella sua città natale di Duncan, Columbia Britannica. L'RCMP ha contattato il CSIS e ha scoperto che stavano già indagando sugli attivisti sikh; L'RCMP ha appreso che il CSIS aveva già delle intercettazioni telefoniche e aveva osservato Reyat e Parmar durante l'esplosione di prova vicino a Duncan, e aveva recuperato gli shunt di un cappello esplosivo e un involucro di un pacco di carta da un cappello esplosivo. Una perquisizione ha recuperato la ricevuta di un sintonizzatore Sanyo modello FMT-611K con fattura con il suo nome e numero di telefono, insieme alla vendita di altri componenti della bomba. Fu solo nel gennaio 1986 che gli investigatori canadesi del Canadian Aviation Safety Board conclusero che l'esplosione di una bomba nella stiva di carico anteriore aveva abbattuto l'aereo di linea.
Sulla base di osservazioni, intercettazioni telefoniche, perquisizioni e arresti di persone ritenute partecipanti, è stato stabilito che l'attentato era il progetto congiunto di almeno due gruppi terroristici sikh con ampi membri in Canada, Stati Uniti, Gran Bretagna e India.

### I sospettati
I molteplici sospettati dell'attentato erano membri di un gruppo Khalistano chiamato Babbar Khalsa (bandito in Europa e negli Stati Uniti come gruppo terroristico proscritto) e altri gruppi correlati che all'epoca si agitavano per uno stato sikh separato (chiamato Khalistan) in Punjab, India.
I cui loro nomi sono: Talwinder Singh Parmar,Inderjit Singh Reyat, Ajaib Singh Bagri, Ripudaman Singh Malik, Surjan Singh Gill, Hardial Singh Johal e Lakhbir Singh Rode.
Il 17 agosto 1985, Reyat divenne il terzo sospettato quando fu trovata la ricevuta del sintonizzatore con il suo nome. Il 6 novembre 1985, l'RCMP fece irruzione nelle case di Parmar, Reyat, Gill e Johal.
Bagri avrebbe poi dichiarato prima del suo successivo processo che sapeva di essere probabilmente un sospetto nell'ottobre 1985, ma ha insistito che sarebbe stato accusato se ci fossero state prove che avesse qualcosa a che fare con l'attentato. A novembre è stato stabilito che è stato un uomo con un nome sikh che probabilmente ha registrato la borsa a Vancouver a causare l'incidente. Parmar non è stato più visto in Canada alla fine del 1986. Le autorità credevano che vivesse in Pakistan, dove continuava le operazioni contro l'India.

### I processi
Inizialmente le autorità non disponevano di prove per collegare Inderjit Singh Reyat direttamente alle esplosioni di Narita o di Air India e perseguivano una cospirazione per commettere un'accusa di omicidio. Invece, Reyat si è dichiarato colpevole il 29 aprile 1986 di possesso di una sostanza esplosiva e di possesso di un'arma da fuoco non registrata. La sua condanna è stata una leggera multa di 2.000 dollari. Solo tre mesi dopo, Reyat trasferì la sua famiglia dal Canada a Coventry, vicino a Birmingham, Regno Unito. Reyat fu presto assunto in una fabbrica Jaguar dove lavorò per quasi due anni.
Gli agenti che lavoravano con il procuratore Jardine, l'RCMP e gli esperti giapponesi alla fine determinarono i componenti della bomba dai frammenti e li abbinarono agli oggetti che Reyat possedeva o aveva acquistato. Il procuratore Jardine si è recato a Tokyo cinque volte per incontrare le autorità giapponesi, e il Canada ha chiesto formalmente che venissero loro inviate le prove. Non avendo ancora prove sufficienti per un'accusa di omicidio, Jardine raccomandò due accuse di omicidio colposo e cinque accuse relative a esplosivi, con conseguente richiesta alla Gran Bretagna di estradare Reyat, che fu arrestato il 5 febbraio 1988 mentre stava guidando verso lo stabilimento automobilistico della Jaguar. Dopo un lungo procedimento per estradarlo dalla Gran Bretagna, Reyat fu trasportato in aereo a Vancouver il 13 dicembre 1989 e il suo processo iniziò il 18 settembre 1990. Il 10 maggio 1991, fu condannato per due capi d'accusa di omicidio colposo e quattro accuse di esplosivi relativi all'attentato all'aeroporto di Narita. È stato condannato a 10 anni di reclusione.
Quindici anni dopo l'attentato, il 27 ottobre 2000, l'RCMP arrestò Malik e Bagri. Sono stati accusati di 329 capi d'imputazione di omicidio di primo grado nella morte delle persone a bordo del volo Air India 182, cospirazione per commettere omicidio, tentato omicidio di passeggeri ed equipaggio sul volo Canadian Pacific all'aeroporto internazionale giapponese di New Tokyo (ora Narita International Airport) e due capi d'accusa di omicidio di addetti ai bagagli all'aeroporto internazionale di New Tokyo.
Il 6 giugno 2001, l'RCMP ha arrestato Reyat, che stava per finire la sua precedente condanna a 10 anni, con l'accusa di omicidio, tentato omicidio e cospirazione nell'attentato all'Air India. Il 10 febbraio 2003, Reyat si è dichiarata colpevole di omicidio colposo per aver contribuito alla costruzione di una bomba. È stato condannato a cinque anni di prigione. La corte ha affermato che Reyat era colpevole di aver contribuito alla realizzazione della bomba, ma che non aveva alcuna conoscenza di come sarebbe stata utilizzata e non aveva intenzione di uccidere. Ci si aspettava che testimoniasse nel processo contro Malik e Bagri, ma i pubblici ministeri sono stati vaghi.
Il processo contro Malik e Bagri si è svolto tra l'aprile 2003 e il dicembre 2004 nell'aula 20, più comunemente conosciuta come "l'aula dell'Air India". Con un costo di 7,2 milioni di dollari (10,4 milioni di dollari nel 2022), l'aula di alta sicurezza è stata costruita appositamente per il processo presso il tribunale di Vancouver. Il 16 marzo 2005, il giudice Ian Josephson ha dichiarato i due accusati non colpevoli su tutti i fronti perché il le prove erano inadeguate.
In una lettera al procuratore generale della Columbia Britannica, Malik ha chiesto un risarcimento al governo canadese per illecito procedimento giudiziario durante il suo arresto e processo. Malik deve al governo 6,4 milioni di dollari e Bagri deve 9,7 milioni di dollari in spese legali.

## Inchiesta pubblica
Il 1º maggio 2006, il Crown-in-Council, su consiglio del primo ministro Stephen Harper, ha annunciato il lancio di un'inchiesta pubblica completa sull'attentato, guidata dal giudice in pensione della Corte Suprema John Major, per indagare sugli eventi circostanti l'attentato.
Avviata più tardi a giugno, la Commissione d'inchiesta sull'indagine sul bombardamento del volo Air India 182 doveva esaminare come la legge canadese limitava i finanziamenti ai gruppi terroristici, quanto bene viene fornita la protezione dei testimoni nei casi di terrorismo, se il Canada avesse bisogno di migliorare la propria sicurezza aeroportuale, e se i problemi di cooperazione tra RCMP, CSIS e altre forze dell'ordine fossero stati risolti. Doveva anche fornire un forum in cui le famiglie delle vittime potessero testimoniare sull'impatto dell'attentato e non ripetere alcun processo penale.
I risultati dell'indagine sono stati pubblicati il 17 giugno 2010 nel rapporto finale. Il rapporto era lungo 4.000 pagine, con 5 volumi e 64 raccomandazioni. Major ha concluso che una "serie di errori a cascata" da parte dei ministeri della Corona , l'RCMP e il CSIS hanno consentito che l'attacco terroristico avesse luogo. Ha chiesto che al consigliere per la sicurezza nazionale del governo canadese venga attribuita la responsabilità di prevenire i conflitti tra le agenzie, oltre a chiedere un direttore nazionale dei procedimenti giudiziari per terrorismo, un nuovo coordinatore della protezione dei testimoni per i casi di terrorismo e ampi cambiamenti per colmare le lacune negli aeroporti. sicurezza.
Secondo la raccomandazione dell'inchiesta, Stephen Harper annunciò ai media, una settimana dopo il rapporto e nel 25º anniversario del disastro, che avrebbe "riconosciuto i catastrofici fallimenti dell'intelligence, della polizia e della sicurezza aerea che portarono al bombardamento, e gli errori giudiziari che seguirono" e porse le scuse a nome del Gabinetto del Canada in carica.

## Eredità

### "Una tragedia Canadese"

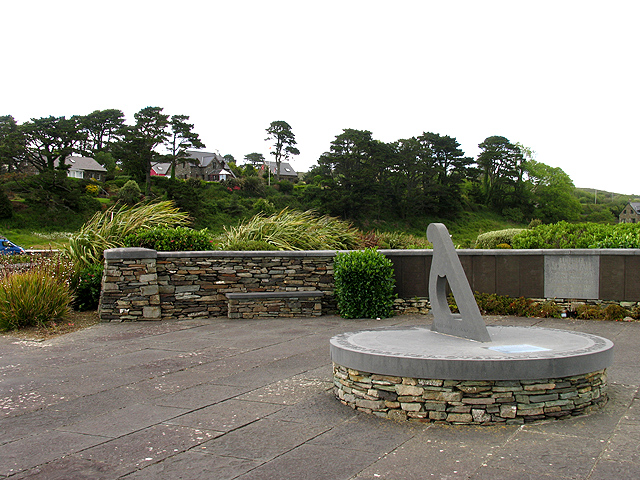
Memoriale ad Ahakista

Il 23 giugno 2005, 20 anni dopo l'abbattimento del volo Air India 182, il primo ministro Paul Martin partecipò a una cerimonia commemorativa ad Ahakista, West Cork, Irlanda, con le famiglie delle vittime in lutto. Questa sarebbe la prima volta che un Primo Ministro Canadese visita il memoriale irlandese, costruito dopo il bombardamento. Il Governatore Generale Adrienne Clarkson, su consiglio di Martin, ha dichiarato l'anniversario una giornata di lutto nazionale. Durante le celebrazioni dell'anniversario, Martin ha affermato che l'attentato era un problema canadese, non un problema straniero, dicendo:
Non commettete errori: il volo potrebbe essere stato dell'Air India, potrebbe essere avvenuto al largo delle coste irlandesi, ma questa è una tragedia canadese.

### Memoriali

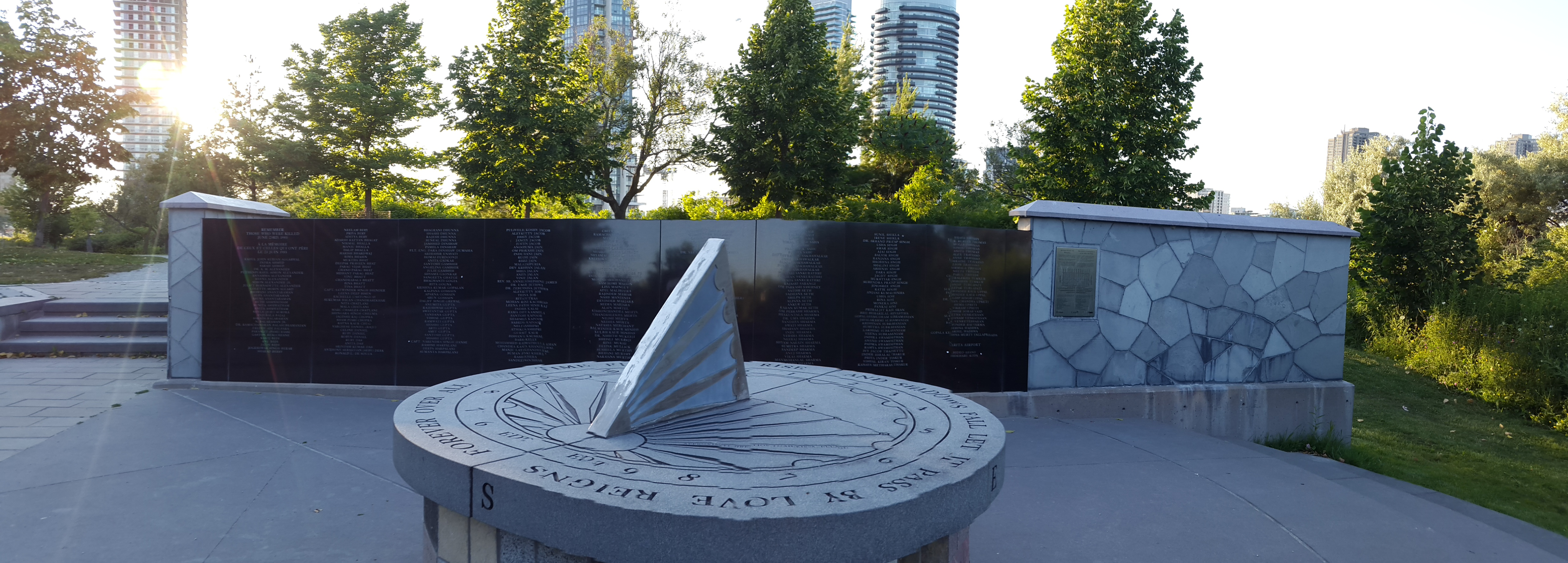
Memoriale dell'Air India 182, Toronto

Dei memoriali furono eretti in Canada e altrove per commemorare le vittime. Nel 1986, un monumento fu inaugurato ad Ahakista, in Irlanda, nel primo anniversario del bombardamento.

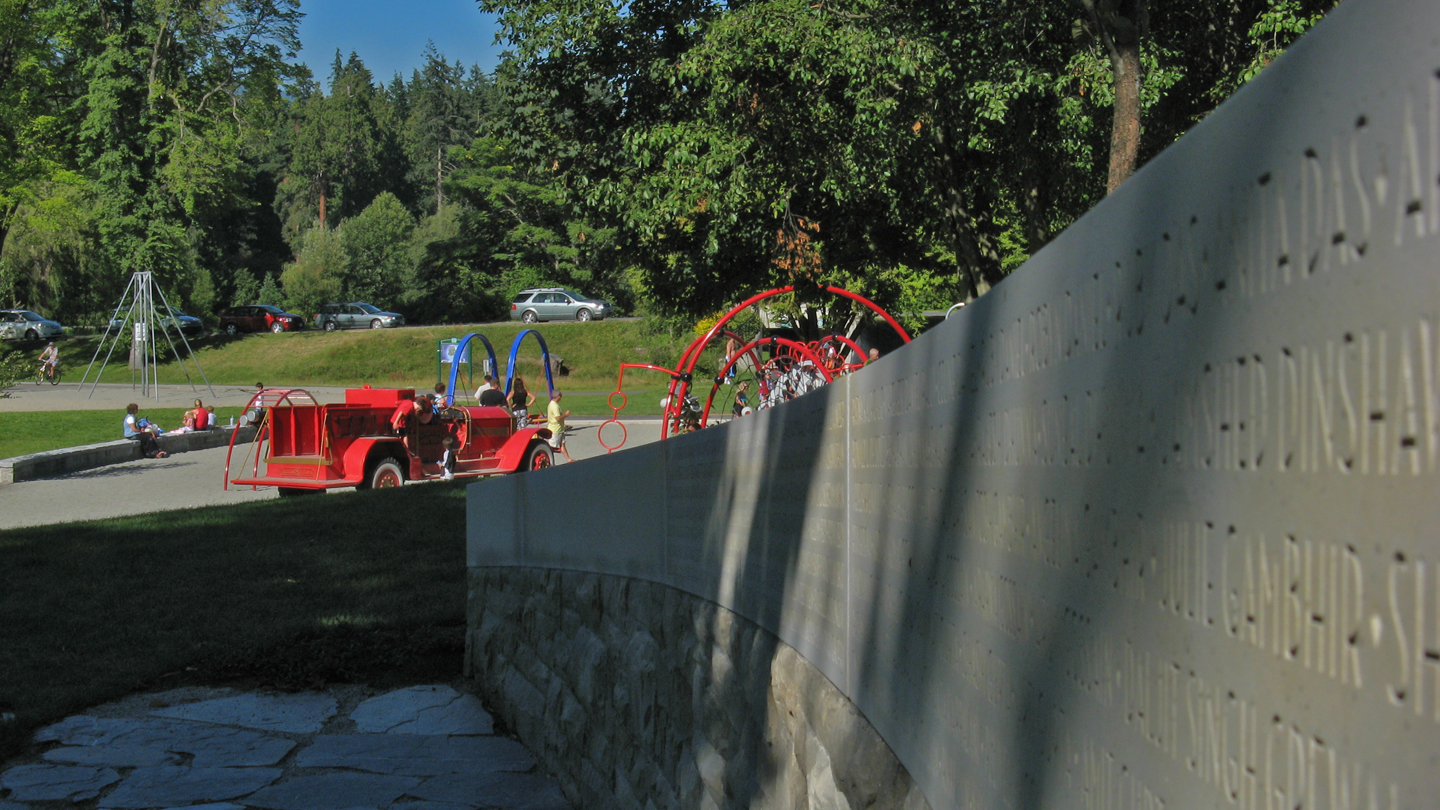
Monumento e parco giochi nello Stanley Park, Vancouver, che commemora le vittime del volo 182, dedicato nel luglio 2007

Successivamente, l'11 agosto 2006 si è tenuta una cerimonia di inaugurazione di un memoriale dentro ad un parco giochi a Stanley Park, Vancouver, Columbia Britannica.
Un altro memoriale è stato inaugurato il 22 giugno 2007 a Humber Bay Park East, Toronto, Ontario; molte delle vittime dei bombardamenti avevano vissuto a Toronto. Il memoriale presenta una meridiana, la cui base è costituita da pietre provenienti da tutte le province e territori del Canada, nonché dai paesi delle altre vittime, e un muro, orientato verso l'Irlanda e che porta i nomi dei morti.
Un terzo memoriale canadese è stato inaugurato a Ottawa nel 2014. Un quarto memoriale è stato inaugurato a Lachine, Montreal, nel 26º anniversario della tragedia. Non ci sono ancora memoriali in India.

## Memoria pubblica

### 2007
Nel maggio 2007, Angus Reid Strategies ha pubblicato i risultati di un sondaggio d'opinione pubblica per stabilire se i canadesi consideravano l'attentato dell'Air India una tragedia canadese o indiana e chi davano la colpa: il 48% degli intervistati considerava l'attentato un evento canadese, mentre il 22% lo pensava era un affare prevalentemente indiano; Il 34% degli intervistati ritiene che sia il CSIS che il personale di sicurezza aeroportuale meritino gran parte della colpa, oltre al 27% che ritiene che la colpa sia in gran parte dell'RCMP; Il 18% ha menzionato Transport Canada.
Ken MacQueen e John Geddes di Maclean's hanno affermato che l'attentato dell'Air India è stato definito "l'11 settembre del Canada". Tuttavia non erano d'accordo.

### 2023
Nel 2023, 38 anni dopo l'attacco, uno studio dell'Angus Reid Institute ha scoperto che nove canadesi su dieci avevano poca o nessuna conoscenza dell'attacco e solo un canadese su cinque ha classificato correttamente l'attentato come uno dei peggiori atti di omicidio di massa nella storia canadese.
Nello studio, i partecipanti sono stati interrogati sulla loro familiarità con le bombe piazzate dagli estremisti separatisti Sikh che sostenevano uno stato Sikh separato nel Punjab, in India. I risultati hanno indicato che il 61% degli intervistati ha affermato di avere una conoscenza limitata in materia, mentre il 28% ha ammesso di non averne affatto.
Secondo lo studio, sembra che il recente attacco abbia avuto un'influenza minima sugli individui nati dopo gli attentati dell'Air India. La ricerca rivela che il 58% delle persone di età pari o inferiore a 35 anni non era del tutto a conoscenza dell'attacco terroristico. Ciò suggerisce che solo una piccola parte, circa un intervistato su 10, possedeva una comprensione sostanziale degli eventi e delle loro conseguenze. Tra coloro che ne erano a conoscenza, solo il 34% ha riconosciuto correttamente che i colpevoli dell'attacco non sono stati condannati per omicidio in un tribunale.

## Il volo Air India 182 nei media
L'incidente del volo 182 della Air India venne analizzato nella puntata Prove esplosive della quinta stagione del documentario Indagini ad alta quota, trasmesso dal National Geographic Channel. Nel 2008 il regista islandese Sturla Gunnarsson ha dedicato all'attentato all'Air India 182 il film documentario Air India 182.